# Woche der Umwelt

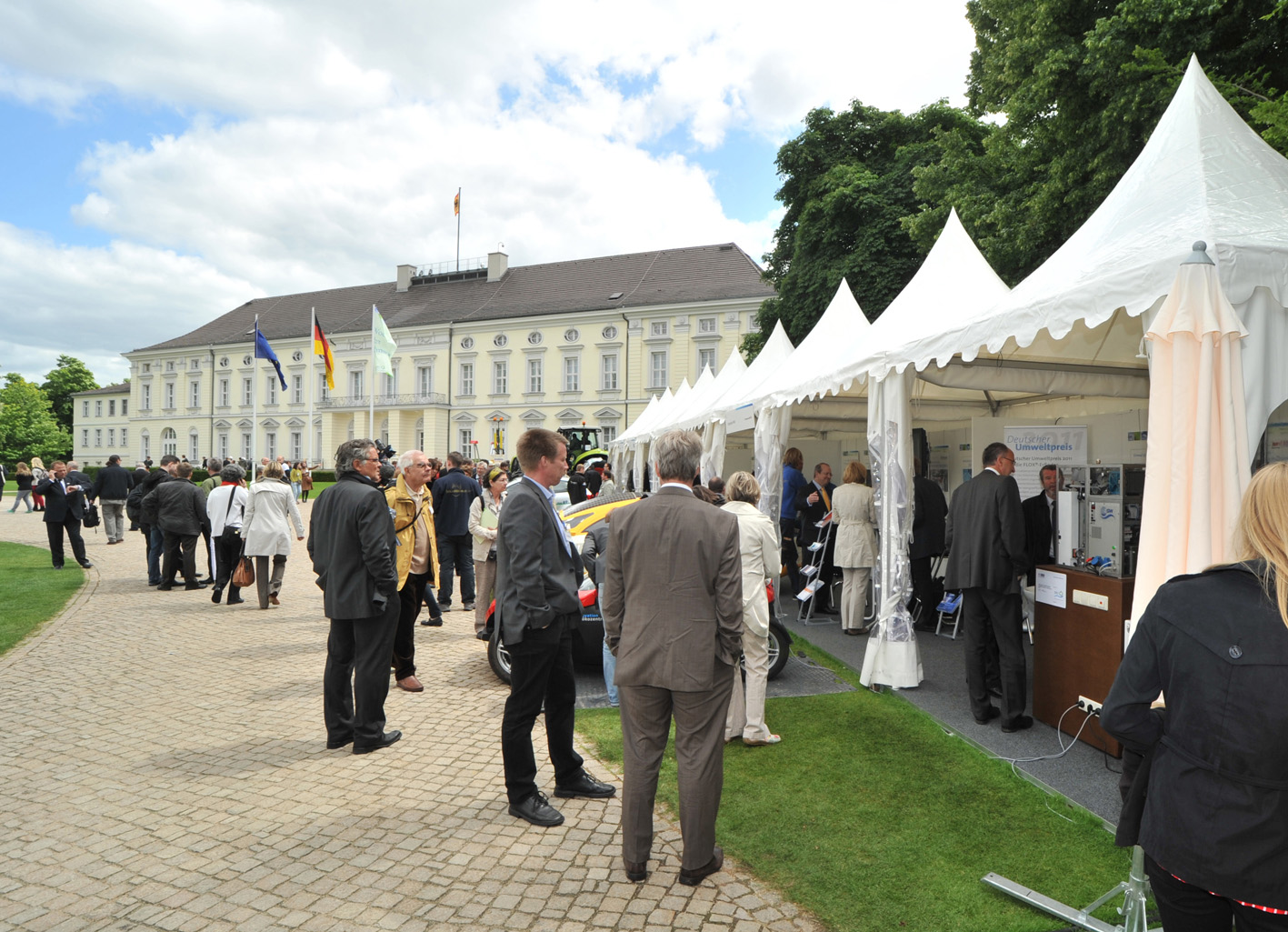
Woche der Umwelt 2012 auf dem Gelände von Schloss Bellevue.

Die Woche der Umwelt ist eine Veranstaltung für Fachinteressierte und Bürger für innovative Umweltschutzthemen und -projekte, die vom Bundespräsidenten in Zusammenarbeit mit der Deutschen Bundesstiftung Umwelt ausgerichtet wird. Sie findet statt auf dem Gelände von Schloss Bellevue in Berlin oder auf dem Gelände der Villa Hammerschmidt in Bonn (also auf dem aktuellen bzw. früheren Amtssitz des Bundespräsidenten).
Die Woche der Umwelt wurde 2002 in Berlin, 2004 in Bonn und 2007 und im Juni 2012 wieder in Berlin ausgetragen. Bundespräsident Joachim Gauck eröffnete sie mit einer vielbeachteten Rede zur Energiewende.  Berlin war auch im Jahr 2016 Austragungsort. In der Eröffnung betonte Bundespräsident Joachim Gauck, dass Umweltschutz eine Aufgabe ist, die uns ein Leben lang begleitet.
Die für 2020 geplante Woche der Umwelt wurde auf den 10. und 11. Juni 2021 verschoben und findet aufgrund der Pandemie hauptsächlich digital mit hybriden Elementen statt. Das Programm umfasst Podiumsdiskussionen auf der Hauptbühne im Park von Schloss Bellevue zu übergreifenden Nachhaltigkeitsthemen, Fachforen zu spezifischen Themen aus den Bereichen Umwelttechnologien, Naturschutz, Umweltkommunikation und gesellschaftlicher Wandel sowie durch eine vom Bundespräsidenten eingesetzte Jury ausgewählte digitale Aussteller, die Lösungsansätze für Umweltprobleme aufzeigen.